# Schnabelfibel

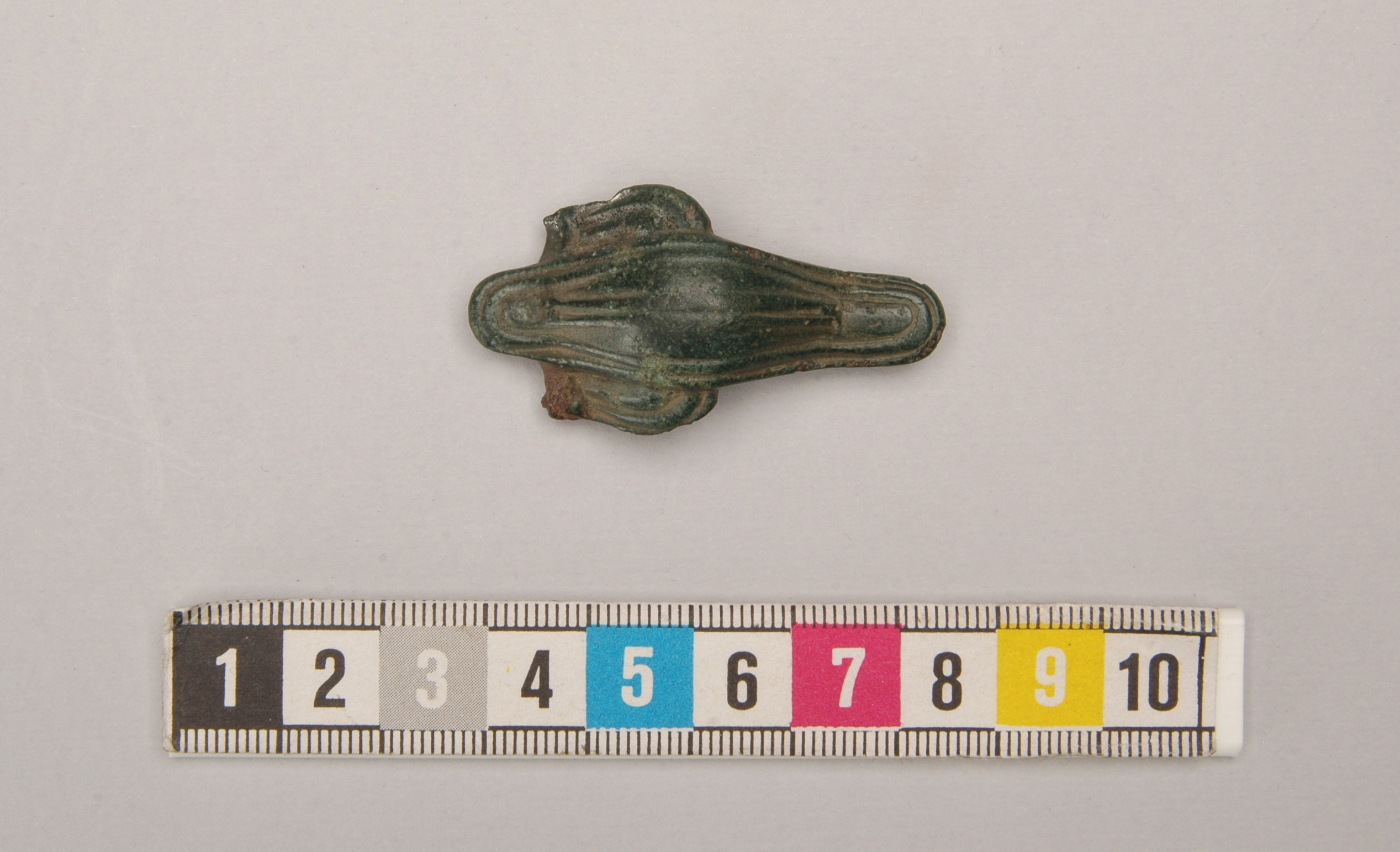
Schnabelfibel im Historischen Museum in Stockholm

Die Schnabelfibel (englisch Beak brooch – schwedisch näbbfibula) ist eine bronzene Fibel im Vendelstil, auch Tierstil genannt, die in Skandinavien in verschiedenen Varianten vorkommt. Schnabelfibeln gehörten während der Vendelzeit (550–800 n. Chr.) Schwedens zur Frauentracht. Allein auf dem südschwedischen Fundplatz Uppåkra (bei Lund), der auf 400 n. Chr. datiert und in seiner Bedeutung mit dem zeitgleichen Helgö verglichen wird, wurden mehr als 200 Fibeln dieses Typs entdeckt, was den Ort zum wichtigsten Handelsplatz in dieser Region und Phase macht. Auch auf Bornholm gehört die Schnabelfibel zur zeitgenössischen Frauentracht.
Außerhalb Skandinaviens zählt sie zu den Raritäten. Südlich der Ostsee, fällt eine Konzentration von Schnabelfibeln in der Altmark im Raum Stendal auf. Einzelfunde stammen aus Aken bei Köthen und Göttingen. Unweit von Usedom auf der gleichnamigen Insel wurde eine weitere bronzene Schnabelfibel gefunden. Sie lag zusammen mit einem vergoldeten Tierkopffuß, einer völkerwanderungszeitlichen Fibel und anderem Fundgut im Bereich einer spätkaiserzeitlichen Siedlung. Die 4,6 cm lange und mit durchbrochenen Armen versehene Usedomer Fibel gehört zum frühen Typ der Schnabelfibeln und datiert in die zweite Hälfte des 6. Jahrhunderts. Ins 7. Jahrhundert gehört eine Schnabelfibel mit geschlossenen Armen, die aus der Umgebung von Menzlin stammt.
Damit liegen in Vorpommern zwei derartige Fibeln vor, die auf Kontakte mit Skandinavien deuten. Weitere ebenfalls vendelzeitliche Funde aus Mecklenburg-Vorpommern sind die Dragofibel von Nehringen, die Vogelfibeln aus Dierkow und Schönfeld, die thüringischen Zangenfibeln aus Schwanbeck und Friedland, die Reste von Spangenhelmen aus Demmin und Sukow, die Bügelfibeln aus Rossow, Kölln und Groß Pankow, sowie eine goldene Vogelwirbelfibel mit Almandineinlagen, die in Schwerin-Mueß gefunden wurde.
Von den Funden des 6. und 7. Jahrhunderts lagen einige in unmittelbarer Nähe slawischer und germanischer Fundplätze. Es ist davon auszugehen, dass die "Nordmänner" Handelskontakte zu den jeweiligen Regionen hatten, aber südlich der Ostsee, anders als in Skandinavien, noch keine frühen Handelsplätze vergleichbar mit Gudme, Stevns, Uppåkra oder ähnlichen Orten bestanden. Für Mecklenburg-Vorpommern zeichnet sich ein sporadischer Kontakt ab, da es keine Konzentrationen skandinavischer Funde aus dieser Zeit gibt.